# The Black Rider
The Black Rider: The Casting of the Magic Bullets ist ein Musiktheaterstück des US-amerikanischen Regisseurs Robert Wilson, des Komponisten Tom Waits und des Autors William S. Burroughs.

## Geschichte
Das Stück wurde am 31. März 1990 im Thalia-Theater in Hamburg uraufgeführt. Die Handlung des Stückes fußt auf der Volkssage des Freischütz, auf der auch Carl Maria von Webers Oper Der Freischütz basiert. Die Musik wurde von Tom Waits komponiert und erschien als gleichnamiges Album The Black Rider im Jahr 1993.

## Handlung
Der Amtsschreiber Wilhelm verliebt sich in die hübsche Försterstochter Käthchen, die sich von den Aufmerksamkeiten des sensiblen Schreibers durchaus geschmeichelt fühlt und seine Gefühle erwidert. Der Erbförster Bertram und seine Frau Anne jedoch wollen einen „echten Mann“, einen kernigen Kerl für ihre Tochter und favorisieren den Jägerburschen Robert als künftigen Gatten. Voller Ehrgeiz möchte sich Wilhelm nun als Waidmann erweisen und trainiert das Schießen. Leider ist er dafür völlig untalentiert und landet nur gefährliche Fehlschüsse. Ihm bleibt nichts anderes übrig, als die angebotene Hilfe von Stelzfuß, einer verführerischen Verkörperung des Teufels, anzunehmen.
Mit den Freikugeln des Stelzfuß kann man alles treffen, was der Schütze treffen will. Nun ist auch der unbegabte Wilhelm ein treffsicherer Jäger und fühlt sich euphorisch ob seines Erfolges. Der Vorrat an Freikugeln schmilzt schnell dahin und so muss der Schreiber sich neue Kugeln in der Wolfsschlucht gießen. Stelzfuß zeigt nun aber sein wahres teuflisches Gesicht und gesteht Wilhelm nur sechs Treffer zu. Den siebten Schuss will Stelzfuß selber ins Ziel lenken. Und so trifft am Ende im alles entscheidenden Wettstreit zwischen den Freiern des Käthchens die siebte von Wilhelm abgefeuerte Kugel das Herz Käthchens.

## Titelliste
1. Lucky Day – 2:26
2. The Black Rider – 3:20
3. November – 2:50
4. Just The Right Bullets – 3:35
5. Black Box Theme – 2:45
6. ’T Ain’t No Sin – 2:35
7. Flash Pan Hunter (Intro) – 1:11
8. That’s The Way – 1:11
9. The Briar And The Rose – 3:50
10. Russian Dance – 3:10
11. Gospel Train (Orchestral) – 2:35
12. I’ll Shoot The Moon – 3:50
13. Flash Pan Hunter – 3:05
14. Crossroads – 2:45
15. Gospel Train – 4:40
16. Interlude – 0:30
17. Oily Night – 4:25
18. Lucky Day – 3:45
19. The Last Rose of Summer – 2:10
20. Carnival – 1:30

## Auszeichnungen
In der Inszenierung von Robert Wilson:
- Für das Kostümbild wurde Frida Parmeggiani von Theater heute als beste Kostümdesignerin des Jahres 1990 ausgezeichnet

Spätere Inszenierungen gewannen
- den Jessie Richardson Award 2008 in der Sparte Outstanding Production (Large Theatre)
- den The City of Edmonton’s Salute to Excellence „Performance and Citation Award“ 2006
- den Betty Mitchell Award 2005 für die Beste Musical-Produktion
- den Elizabeth Sterling Haynes Theatre Award 2005 für Best Production of a Musical[1]